# پائول نسچی
پائول نَسچی (اسپانیایی: Paul Naschy‎؛ ۶ سپتامبر ۱۹۳۴ – ۳۰ نوامبر ۲۰۰۹) کارگردان، فیلم‌نامه‌نویس و بازیگر مشهور اهل اسپانیا بود.
یکی از دلایل شهرت وی، بازی در فیلم‌های ترسناک بود و هنرنمایی‌هایش در نقش‌های گرگینه، هیولای فرانکنشتاین، دراکولا، گوژپشت و مومیایی، سبب شد تا به او لقب «لان چینی اسپانیا» را بدهند.
در سال ۲۰۰۱ میلادی، خوآن کارلوس اول اسپانیا به پاس یک عمر فعالیت هنری، «نشان زرین هنرهای زیبای اسپانیا» را به او اعطاء کرد که معادل «شوالیه‌کردن یک فرد» در کشورهای انگلیسی‌زبان است.
او بجز فیلم‌های ترسناک، در تعداد بیشماری فیلم‌های اَکشن، درام تاریخی، جنایی، مستند و همچنین سریال‌های تلویزیونی بازی کرده بود.
وی در سال ۲۰۰۹ میلادی در اثر ابتلا به سرطان لوزالمعده درگذشت.
از فیلم‌ها یا برنامه‌های تلویزیونی که وی در آن نقش داشته است، می‌توان به روتوایلر و چشمان آبی عروسک شکسته اشاره کرد.